# Mahakaula
De Mahakaula (letterlijk Grote Kaula) is een concept uit de tantrische yoga dat staat voor een grote persoonlijkheid die bij zijn geboorte reeds volledig gerealiseerd is en die zowel in staat is zijn eigen kulakundalini naar de hoogste chakra te brengen (definitie van een kaula), als in staat is dat voor ieder willekeurig ander individu te doen. Doorgaans wordt in de tantra alleen Shiva gezien als de Mahakaula, maar soms wordt bijvoorbeeld ook Krishna als Mahakaula beschouwd. 
Omdat men er in de tantra van uitgaat dat alleen God in staat is ieder willekeurig wezen verlichting te schenken, wordt de Mahakaula gezien als een speciale manifestatie van God die nergens mee te vergelijken is.
Het begrip Mahakaula is ook in de tantrische yoga van de Vajrayana terechtgekomen (zie Mahakala), maar wordt daar anders gebruikt.